# Centre de droit et d'économie du sport
Le Centre de droit et d'économie du sport (CDES) a été créé en 1977 en tant que laboratoire de l'université de Limoges par François Alaphilippe et Jean-Pierre Karaquillo. Aujourd'hui, le CDES regroupe une association (CDES-Progesport), un cabinet d'avocat (CDES Conseil) et un laboratoire de recherche (OMIJ CDES). 
Ce centre a formé plus de 1000 étudiants qui interviennent dans le secteur du sport. Il développe ses activités dans quatre domaines : la formation, les études, le conseil et les publications. Il s'est progressivement affirmé comme la structure de référence en France pour la formation à des fonctions d'encadrement sportif (fédérations, ligues, clubs).  

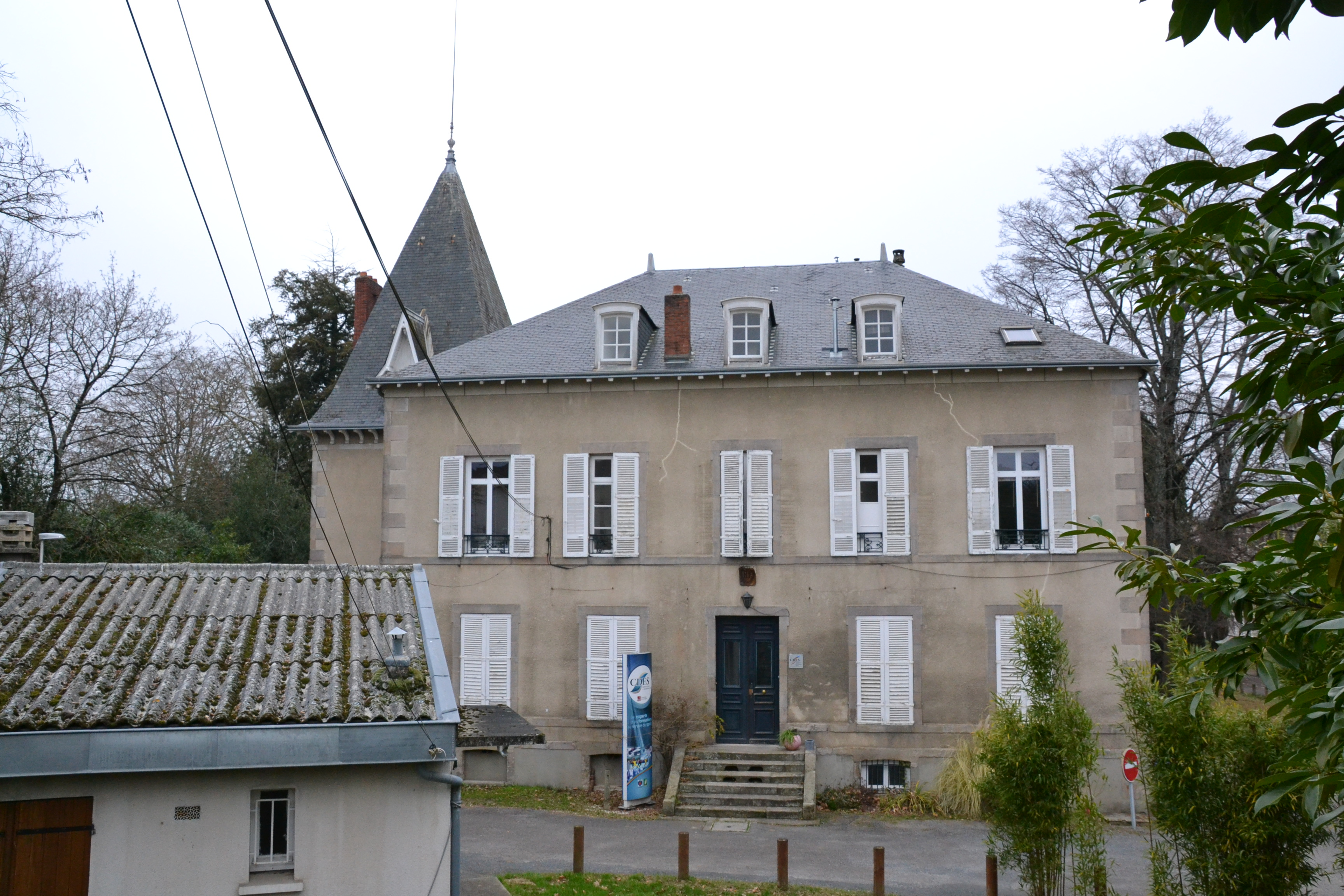
Le bâtiment du CDES à Limoges.

La structure est située 13 rue Pierre Bernardaud (anciennement rue de Genève) à Limoges à l'ouest de la ville, près de la faculté des sciences.

## Étudiants
Le CDES s'est particulièrement distingué en accueillant d'anciens sportifs de renom préparant leur reconversion, en passant leur diplôme de manager, mis en place en 1984, comme : Laurent Blanc, Marc Lièvremont, Philippe Blain, Jean-Marc Lhermet, Pierre Dreossi, Stéphane Ostrowski, Emmanuel Petit, Christophe Dominici, Fabien Pelous, Zinédine Zidane, Olivier Dacourt, Éric Carrière, Jean-Baptiste Rué, François-Xavier Houlet, Matthias Rolland, Jérôme Pineau, Thomas Voeckler.